# Minnesota Vikings
Die Minnesota Vikings sind eine American-Football-Mannschaft der US-amerikanischen Profiliga National Football League (NFL) aus Minneapolis. Sie gehören gemeinsam mit den Chicago Bears, den Detroit Lions und den Green Bay Packers der Northern Division innerhalb der National Football Conference (NFC) an.
Das Team wurde 1961 als NFL-Team gegründet, nachdem es die Teilnahme an der American Football League (AFL) abgesagt hatte. Bis heute haben die Vikings keinen Super Bowl gewonnen, standen aber bereits vier Mal im Endspiel (Super Bowl IV, Super Bowl VIII, Super Bowl IX sowie Super Bowl XI). Der bislang einzige Titelgewinn datiert aus dem Jahr 1969, als die Mannschaft NFL-Meister wurde.
Die Vikings trugen ihre Heimspiele von 1982 bis 2013 im Hubert H. Humphrey Metrodome auf dem sogenannten Mall of America Field aus. Seit der Saison 2016 tragen die Vikings ihre Heimspiele im U.S. Bank Stadium aus.

## Geschichte

### 1961–1967: Gründung und Startschwierigkeiten
Im Jahre 1959 erwarben die Geschäftsmänner Bill Boyer, H. P. Skoglund und Max Winter eine Lizenz für die American Football League (AFL). Da die National Football League (NFL), zu dieser Zeit neue Teams für ihre Liga suchte, verwarf der Vorstand diese Anfang 1960 jedoch wieder. Am 27. September 1960 wurde das Team offiziell zu den Minnesota Vikings ernannt; der Name soll zum Teil die Stellung Minnesotas als Zentrum der skandinavisch-amerikanischen Kultur widerspiegeln. Das Team wurde 1961 als Erweiterungsteam in die NFL aufgenommen. Sie wurden in der 14. NFL-Saison der Western Conference zugewiesen. Aufgrund einer mit der NFL vereinbarten Klausel wurde Ole Haugsrud neben den Gründungsmitgliedern Mitbesitzer. Haugsrud verkaufte in den 1920er Jahren das Footballteam Duluth Eskimos zurück an die Liga, welche ihm im Gegenzug zehn Prozent eines zukünftigen NFL-Teams aus Minnesota versprach.
Die Vikings starteten gleich zu Beginn eine Marketing-Kampagne und verkauften in ihrem ersten Jahr rund 26.000 Dauerkarten, bei einem Durchschnitt von 34.586 Zuschauern pro Spiel. Als Heimstadion wählte das Franchise das anfangs 40.800, später 47.900 Plätze fassende Metropolitan Stadium aus. Die Suche nach einem Head Coach gestaltete sich zunächst schwieriger als gedacht, bis letztlich der ehemalige Quarterback der Philadelphia Eagles, Norm Van Brocklin, zum ersten Head Coach der Vikings ernannt wurde. Er setzte sich unter anderem gegen den damals im College Football erfolgreichen Ara Parseghian und seinen späteren Nachfolger, Bud Grant, durch.
Das erste offizielle Spiel der Vikings endete mit einem 37:13-Sieg gegen die Chicago Bears. Vor allem der zuvor im NFL Draft ausgewählte Rookie Fran Tarkenton sorgte nach seiner Einwechslung mit vier geworfenen und einem erlaufenen Touchdown für viel positive Resonanz. Der Anfangsschwung konnte aber nicht gehalten werden. Die folgenden sieben Spiele endeten für den NFL-Debütanten mit Niederlagen. Am Saisonende standen drei Siegen elf Niederlagen gegenüber. Ähnlich ging es auch die darauffolgenden Spielzeiten weiter.
1967 wechselte Fran Tarkenton zu den New York Giants. Im Gegenzug dazu erhielten die Vikings diverse Draftrechte der Giants für die darauffolgenden Jahre. So erwarb das Team 1967 Clinton Jones und Bob Grim, 1968 Ron Yary und 1969 Ed White. Wenige Tage darauf löste Bud Grant Norm Van Brocklin als Head Coach ab.

### 1968–1980: Erste Erfolge und vier Super-Bowl-Teilnahmen
In dieser Zeit verlagerten sich die Stärken der Minnesota Vikings vor allem auf die Defense, deren Mitglieder damals auch „Purple People Eaters“ (englisch für „Lila Menschenfresser“) genannt wurden. 1968 zeigten sich damit die ersten Erfolge, als die Mannschaft erstmals den Einzug in die Play-offs erreichte. Im Jahr darauf gelang den Vikings mit zwölf Siegen gegenüber nur zwei Niederlagen sogar die beste Teamleistung der Saison 1969. Ausschlaggebend war dabei eine Siegesserie über zwölf Spiele. Diese Serie dauerte auch über die Play-offs an und bescherte dem Team seinen ersten und bislang einzigen Meisterschaftsgewinn sowie die Teilnahme am Super Bowl IV. Dort wurde das Team der Favoritenrolle allerdings nicht gerecht und unterlag gegen die Kansas City Chiefs mit 7:23. Die Chiefs erzielten in der ersten Hälfte drei Field Goals, zwei davon aus über 30 Yards Entfernung. Die Vikings warfen in diesem Spiel drei Interceptions und ließen drei Fumbles zu. Safety Karl Kassulke meinte nach dem Spiel, die Mannschaft hätte noch nie zuvor so viele mentale Fehler in einem Spiel gemacht.
Das Team setzte seine Erfolgsserie fort und erreichte auch in den darauffolgenden zwei Spielzeiten jeweils die Play-offs. 1971 schaffte es Alan Page als erst dritter Defensiv-Spieler, den NFL Most Valuable Player Award verliehen zu bekommen. Da die Mannschaft den Abgang von Quarterback Fran Tarkenton in der Offense nicht kompensieren konnte, entschied man sich für einen Rück-Transfer. Die Vikings gaben Norm Snead, Bob Grim, Vince Clements und die Draftrechte in der ersten Runde für die folgenden zwei Jahre ab. Trotz der Rückkehr des Star-Quarterbacks schloss das Team die Saison 1972 enttäuschend mit einer 7-7-Bilanz ab, was vor allem am kaum vorhandenen Laufspiel lag. Der Vorstand reagierte und verpflichtete zu diesem Zweck den Rookie-Runningback Chuck Foreman. Der erwünschte Erfolg setzte ein und so gelang dem Verein in der darauf folgenden Saison 1973 der Einzug in die Play-offs. Dort besiegten die Vikings die Washington Redskins mit 27:20 und gewannen in der nächsten Runde gegen die Dallas Cowboys mit 27:10, was die zweite Super-Bowl-Teilnahme zur Folge hatte. Im Super Bowl VIII traf sie auf die zu dieser Zeit überragenden Miami Dolphins. Die Vikings setzten auf ihre starke Defense, was die Dolphins auszunutzen wussten. Mit einer Spielweise ähnlich den Kansas City Chiefs vier Jahre zuvor gelang es ihnen, eben jene zu knacken. Bereits im ersten Viertel gelangen ihnen zwei Touchdowns zur 14:0-Führung. Die Minnesota Vikings kamen nicht mehr zurück und mussten sich letztlich mit 24:7 geschlagen geben.
Im folgenden Jahr erreichten die Vikings erneut den Super Bowl. Es trafen die beiden besten Defenses aufeinander. Nach einem punktlosen ersten Viertel gelang es den Pittsburgh Steelers im zweiten Viertel durch einen seltenen Safety zwei Punkte zu erzielen. In der zweiten Spielhälfte machten die Steelers einen Touchdown, die Vikings konnten mit einem Touchdown nachziehen, und da der Extrapunkt fehlschlug, stand es im letzten Viertel 9:6 für die favorisierten Steelers. Nach einem weiteren Touchdown mit Extrapunkt auf Seiten der Steelers war das Spiel entschieden und endete 16:6 für Pittsburgh.
Die Vikings starteten gut in die folgende Saison 1975. Das Duo Tarkenton und Foreman brachte eine breite Palette an Offensiv-Spielzügen ins Spiel der Vikings ein. Tatsächlich startete die Mannschaft mit zehn Siegen in die Saison, am Ende verbuchte man zwölf Siege bei lediglich zwei Niederlagen. Der erneute Play-off-Einzug verlief diesmal allerdings weniger erfolgreich. Gegen die Cowboys setzte es durch einen Touchdown kurz vor Ende eine 14:17-Niederlage. Die Cowboys spielten zum allerersten Mal den Hail-Mary-Spielzug, der beim Stand von 14:10 den entscheidenden Touchdown einbrachte.
Noch vor Beginn der Saison 1976 starb Mitbesitzer Ole Haugsrud. Seine Witwe übernahm seinen Platz im Vorstand. Aus sportlicher Sicht lief es weiterhin erfolgreich; erneut wurden die Play-offs erreicht, und am Ende standen elf Siegen zwei Niederlagen gegenüber. Am zweiten Spieltag spielte man gegen die Los Angeles Rams 10:10-Unentschieden, nachdem auch in der Overtime (dt. Nachspielzeit) kein Team punktete. In den Play-offs setzten sich die Vikings dann aber gegen ebendiese durch und standen das dritte Mal in vier Jahren im Super Bowl. Im Super Bowl XI traten sie gegen die Oakland Raiders an, die vor dem Spiel leicht favorisiert wurden. Am Ende verloren die Vikings deutlich mit 14:31 Punkten. Vor allem eine schlechte erste Hälfte und der Halbzeitstand von 0:16 waren für die Niederlage ausschlaggebend. Ende der 1970er Jahre erreichte die Mannschaft zwar noch zweimal die Play-offs, kam aber nicht mehr in den Super Bowl. Am 14. Dezember 1980 fand das letzte Spiel im in die Jahre gekommenen Metropolitan-Stadion statt, es endete mit einem 28:23-Sieg gegen die Cleveland Browns.

### 1981–1990: Umzug und Durststrecke

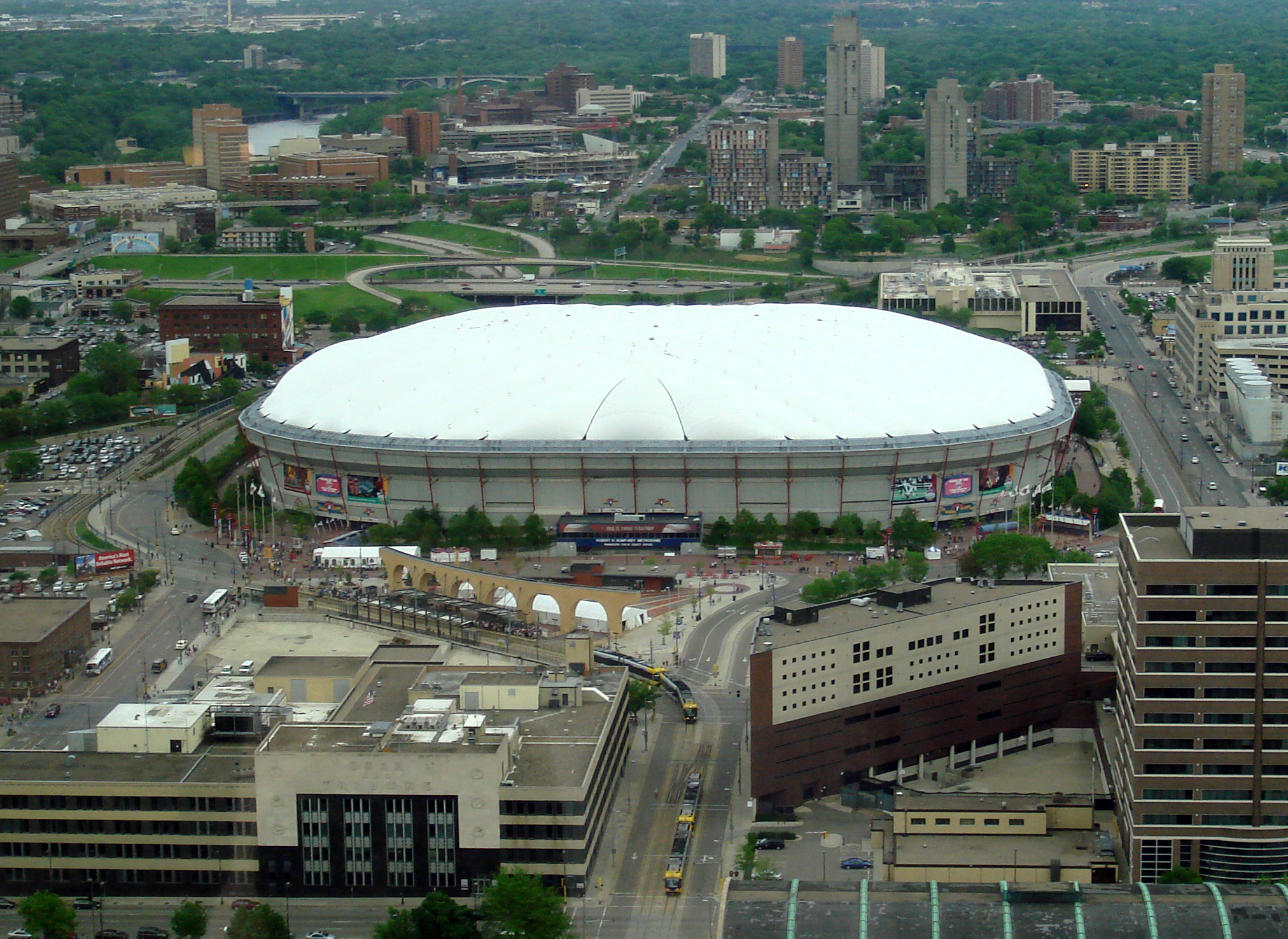
Der Metrodome

Im Jahr 1981 zog das Team komplett um. In Eden Prairie, einer Kleinstadt unweit von Minneapolis, errichteten die Vikings ein Vereinsgelände. Neben einem neuen Trainingsgelände mit Umkleidekabinen zogen auch sämtliche Büros auf das Gelände um. Max Winter, dem Mitgründer und damaligem Vereinspräsidenten zu Ehren, erhielt es den Namen „Winter Park“. Zur selben Zeit wurde auch das Hubert H. Humphrey Metrodome, kurz Metrodome, mit einer Kapazität von bis zu 64.000 Zuschauern fertiggestellt. Das erste Spiel der Vikings im neuen Stadion war ein Preseason-Spiel gegen die Seattle Seahawks, das mit 7:3 gewonnen wurde. Auch das erste offizielle Saisondebüt verlief erfolgreich; gegen die Tampa Bay Buccaneers siegte die Mannschaft 17:10. Für die Play-offs reichte es am Ende der Saison jedoch nicht.
Am 6. August 1983 fand das erste offizielle NFL-Spiel in Europa statt. Im Rahmen eines Preseason-Spiels trafen die Vikings auf die St. Louis Cardinals; gespielt wurde im Wembley-Stadion in London. Das Spiel endete mit einem 28:10-Sieg der Vikings. Aufgrund des großen Erfolges führte man drei Jahre später den American Bowl ein. Im Januar 1984 trat Head Coach Bud Grant zurück. Zuvor gelangen ihm in 17 Spielzeiten zwölf Mal der Einzug in die Play-offs sowie vier Mal die Teilnahme am Super Bowl.
Seinen Platz als Head Coach übernahm Les Steckel. Mit 38 Jahren war er damals der jüngste Cheftrainer der NFL. Steckel war die vorangegangenen fünf Jahre als Offensiv-Assistent der Vikings tätig gewesen. Die Vikings drifteten mit dem neuen Coach in eine schwere Krise; von 16 Spielen wurden 13 verloren. Am Ende der Saison 1985 wurde Steckel nach nur einer Saison entlassen.
Ende 1985 verkaufte Max Winter seine Anteile an Irwin L. Jacobs und Carl Pohlad. In der Folge kam es zu einem sechs Jahre dauernden, auch vor Gericht ausgetragenen Streit zwischen Jacobs und Pohlad einerseits und dem General Manager und Präsidenten Mike Lynn andererseits.
Bud Grant übernahm 1986 zum zweiten und letzten Mal das Traineramt. Grant schloss seine insgesamt 18. Saison bei den Minnesota Vikings mit sieben Siegen zu neun Niederlagen ab und verpasste damit die Play-offs. Am Ende der Saison verabschiedete er sich endgültig aus dem Traineramt. Insgesamt kam er auf 158 Siege und war damals auf Platz sechs der erfolgreichsten Trainer überhaupt. Sein Nachfolger wurde Jerry Burns, der die vorangegangenen 17 Jahre als Offensive Coordinator bei den Vikings tätig war. Starke Leistungen des Quarterbacks Tommy Kramer lieferten einen Beitrag dazu, dass der neue Head Coach mit 9-7 die erste positive Saison-Bilanz seit vier Jahren vorweisen konnte. Im Jahr darauf erreichte Burns mit seinem Team bereits wieder die Play-offs. Auch in der von Streiks geprägten Saison 1987 erreichten die Vikings wieder die Play-offs und drangen bis in das NFC Championship Game vor. Eine Minute vor Ende des Spiels lag Minnesota mit 10:17 zurück, konnte sich allerdings bis zur gegnerischen 6-Yards-Linie durchsetzen. Den entscheidenden Pass ließ Darrin Nelson in der Endzone fallen und damit endgültig alle Super-Bowl-Träume platzen.
Nach Saisonende stießen vier neue Personen, Wheelock Whitney, Jr., Jaye Dyer, Irwin L. Jacobs und Carl Pohlad, zum Vorstand hinzu. Ein Jahr später ging ein besonderer Transfer in die Geschichtsbücher der NFL ein, auch Herschel Walker Trade (dt. Herschel-Walker-Transfer) genannt. Im Zuge des Transfers bekamen die Vikings Runningback Herschel Walker sowie diverse Draftrechte für das Jahr 1990 und 1991. Im Gegenzug gaben sie Issiac Holt, David Howard, Darrin Nelson, Jess Solomon, Alex Stewart sowie ihre besten Draftrechte für die nächsten drei Jahre an die Dallas Cowboys ab. Der Transfer gilt als einer der bedeutendsten in der NFL-Geschichte überhaupt. Durch die abgegebenen Draftrechte entgingen den Vikings unter anderem Runningback Emmitt Smith sowie Safety Darren Woodson, die von den Dallas Cowboys mit Minnesotas ursprünglichen Draftrechten ausgewählt wurden. Walkers Performance blieb klar unter den Erwartungen. Nach drei Spielzeiten wurde er an die Philadelphia Eagles verkauft. Die Cowboys hingegen errangen zu dieser Zeit mit den erworbenen Spielern drei Mal den Super Bowl.

### 1991–2001: Die Ära Green
Im Januar 1991 wurde Roger Headrick zum neuen Präsidenten der Minnesota Vikings gewählt und stellte nun zusammen mit Philip Maas das Präsidium. Noch vor Jahresende trat Head Coach Jerry Burns von seinem Amt zurück. In seiner Zeit bei den Vikings gelangen ihm insgesamt 52 Siege bei 43 Niederlagen. Er erreichte mit seinem Team in fünf Jahren drei Mal die Play-offs, eine Super-Bowl-Teilnahme blieb ihm jedoch verwehrt.
Ende 1991 verkauften Jacobs und Pohlad ihre Anteile an ein von Lynn geschaffene zehnköpfige Investorengruppe und beendeten damit denn langjährigen Streit. Erst im Januar 1992 wurde Dennis Green als neuer Trainer vorgestellt. In den folgenden zehn Jahren kam der ehemalige College-Football-Coach zwar auf acht Play-off-Teilnahmen, zu einer Teilnahme am Super Bowl reichte es aber nicht. Zweimal war das Team nur hauchdünn davon entfernt, doch beide Male scheiterte es im NFC Championship Game. Vor allem in der Saison 1998 kam dies überraschend, da die Regular Season (NFL) mit nur einer Niederlage abgeschlossen wurde. Höhepunkt der Saison war ein 50:10-Sieg am vorletzten Spieltag. Eine feste Größe war vor allem Quarterback Randall Cunningham, der seine stärkste Saison spielte. Tatsächlich erreichten die Vikings insgesamt 556 Punkte und erzielten stets über 24 Punkte in einem Spiel. Die Cardinals wurden in den Play-offs mit 41:21 regelrecht an die Wand gespielt. Eine Woche später trat das Team gegen die Atlanta Falcons an. Ein Fieldgoalversuch aus 38 Yards von Kicker Gary Anderson blieb zwei Minuten vor Ende erfolglos und ließ die Falcons im Gegenzug gleichziehen. Trotz einer überragenden Offense entschied sich Coach Green, die restliche Spielzeit ablaufen zu lassen, anstatt noch in der regulären Spielzeit einen Punkt zu versuchen. Dies rächte sich, denn Atlanta erzielte mit einem Field Goal aus ebenfalls 38 Yards Entfernung das 30:27 und entschied das Spiel somit zu ihren Gunsten.
Im Sommer 1998 verkaufte die zehnköpfige Eignergruppe das Franchise an Red McCombs.
Cunningham konnte nicht mehr an seine Erfolge in der Vorsaison anschließen und wurde in der Saison 1999 von Jeff George verdrängt. Dabei gelang diesem nach einem schwachen Saisonstart noch die Wende und durch eine starke Leistung trug er dazu bei, dem Team die Wildcard-Play-offs zu sichern. Nach einem Sieg über die Cowboys traten die Vikings gegen die St. Louis Rams an, die einen Rückstand in der zweiten Hälfte in einen 49:37-Sieg umwandelten. Die Rams entschieden letztlich auch den Super Bowl XXXIV für sich. Zur Jahrtausendwende erreichten die Vikings bereits zum fünften Mal in Serie die Play-offs, mussten dort allerdings gegen die New York Giants eine historische 0:41-Niederlage hinnehmen. Runningback Robert Smith, zu dieser Zeit eine feste Größe in Minnesota, erklärte daraufhin seinen Rücktritt.

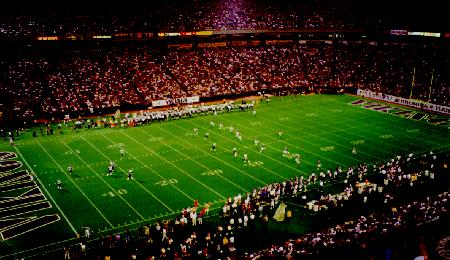
Ein Spiel der Vikings im Jahre 1999

Die Saison 2001 wurde zunächst von einem tragischen Todesfall überschattet, als Korey Stringer einen Hitzschlag erlitt. Am Ende schloss die Mannschaft mit nur fünf Siegen gegenüber elf Niederlagen ab; unter anderem bescherte man den Carolina Panthers den einzigen Sieg in dieser Saison. Ein Spiel vor Ende der Spielzeit wurde Head Coach Dennis Green auf eigenen Wunsch aus seinem Vertrag entlassen. Green hatte sich bei den Vikings eine breite Fanbasis aufgebaut, erreichte dennoch bis zum Schluss kein einziges Mal den Super Bowl. Auch das letzte Spiel der Saison 2001 unter seinem Nachfolger Mike Tice gegen die Baltimore Ravens ging verloren.

### 2002–2006: Defensiv-Probleme und verpasste Play-offs
Anfang 2002 wurde Mike Tice offiziell zum Head Coach ernannt. Tice war der erst sechste Head Coach der Vikings, jedoch der erste, der selbst in Minnesota gespielt hatte. An die Erfolge der letzten Jahre konnte Tice zunächst nicht anknüpfen. Mit einem Saison-Endstand von 6:10 verpasste man die Play-offs deutlich. Die Folgesaison 2003 verlief mit einem überraschenden 6:0-Start weitaus erfolgreicher. Das Team hielt seine Form aber nicht und brach ein, bei einer Bilanz von neun Siegen bei sechs Niederlagen vor dem letzten Spieltag hing die Play-off-Teilnahme vom Ausgang der Partie gegen die Arizona Cardinals ab. Fünf Sekunden vor dem Ende des Spiels gelang den Cardinals beim Spielstand von 11:17 ein 28-Yards-Touchdownpass zum Endstand von 18:17. Die Vikings wurden dadurch Zweiter in ihrer Division hinter den Green Bay Packers, die mit einem Sieg mehr in die Play-offs einzogen. Die Vikings hingegen verpassten erneut die Endrunde.
2004 lief die Regular Season mit acht Siegen und ebenso vielen Niederlagen zwar schlechter als im Vorjahr, die Play-offs erreichten sie dennoch. Wie bereits 2003 erwischte die Mannschaft einen tollen Start und setzte sich mit 5-1 ab, in den restlichen zehn Spielen war das Team nur drei Mal siegreich. Quarterback Daunte Culpepper warf mit 4.417 Yards den Saisonhöchstwert. Er erspielte darüber hinaus 39 Touchdowns und kam insgesamt auf 5.123 Yards. In den Play-offs besiegten die Vikings zunächst die Green Bay Packers mit 31:17, verloren in der Runde darauf mit 14:27 gegen die Philadelphia Eagles.
Im Mai 2005 verkaufte der bisherige Eigentümer McCombs das Team an eine Investorengruppe unter der Leitung von Zygi Wilf. Zunächst war Reggie Fowler als neuer Eigentümer gedacht, doch kam mit ihm jedoch kein Vertrag zustande. Zur selben Zeit verließ Wide Receiver Randy Moss das Team in Richtung Oakland. Minnesota bekam im Gegenzug den Linebacker Napoleon Harris sowie die Draftrechte für die erste und siebte Runde im folgenden NFL Draft. Der Gedanke dahinter war ursprünglich, die Gehaltskosten zu senken, da die Vikings irrtümlich dachten, nahe an der Obergrenze der Salary Cap zu sein. Tatsächlich geriet man durch den Verkauf von Moss aber nahe ans untere Ende. Als dies klar war, verpflichtete man fünf neue Defensiv-Spieler, um die schwächelnde Verteidigung aufzuwerten.
Die Transfers sahen zu Beginn nach Fehlgriffen aus. Nach sieben Spieltagen stand man bereits bei fünf Niederlagen. Zusätzlich verletzte sich Quarterback Culpepper am Knie und musste die restliche Saison pausieren. Bis dahin hatte er doppelt so viele Interceptions wie Touchdowns geworfen. Er wurde durch Brad Johnson ersetzt, der das Team direkt zu sechs Siegen in Folge führte. Erst die Pittsburgh Steelers, die späteren Super-Bowl-Sieger, unterbrachen die Siegesserie. Man beendete die Saison positiv mit insgesamt neun Siegen. Wegen des erneute Verpassens der Play-offs wurde Mike Tice entlassen.
Brad Childress wurde neuer Head Coach. Die Saison 2006 verlief von Anfang an nicht wie gewünscht. Zwar startete man mit zwei knappen Siegen, musste dann allerdings zwei Niederlagen hinnehmen. Einer der Saison-Höhepunkte war das Spiel gegen die Detroit Lions in Woche fünf. Bis zum letzten Viertel lag das Team noch mit 3:17 zurück, doch eine Aufholjagd, unter anderem mit zwei Defensiv-Touchdowns, sorgte zum Schluss für einen 23:17-Sieg. Die Play-offs wurden mit einer 6-10-Bilanz deutlich verpasst; die erste Saison unter Childress war somit nur von geringem Erfolg gekrönt.

### 2007–2017: Zweimaliger Einzug ins NFC Championship Game unter wechselnden Quarterbacks
Als siebtschlechteste Mannschaft der Vorsaison erhielt Minnesota im NFL Draft den siebten Pick und wählte Runningback Adrian Peterson. Bereits in seinem ersten Spiel fing dieser einen 60-Yards-Touchdownpass. In Woche neun brach er Jamal Lewis’ Rekord, als er gegen die Chargers 296 Yards in einem Spiel lief. Trotz des Neuzugangs schloss das Team die Saison lediglich ausgeglichen ab und verpasste erneut die Play-offs. Nach dieser enttäuschenden Spielzeit starteten die Vikings 2008 einen neuen Anlauf. In der 13. Woche gelang Quarterback Gus Frerotte ein 99-Yards-Touchdownpass auf Wide Receiver Bernard Berrian, der längste Spielzug in der Geschichte der Vikings. Runningback Adrian Peterson kam auf 1.760 erlaufene Yards, was den Ligahöchstwert bedeutete. Am Ende gelang mit zehn Siegen bei 16 Spielen nach vier Jahren wieder der Einzug in die Play-offs. Dort war die Mannschaft der Philadelphia Eagles der erste Gegner. Die Vikings hielten über lange Strecken mit, mussten sich letztlich aber mit 14:26 geschlagen geben.
Am 18. August 2009 unterschrieb Quarterback Brett Favre einen Zweijahresvertrag bei den Minnesota Vikings und trat damit erneut von seinem Rücktritt zurück. Die Fans blickten hoffnungsvoll auf eine kommende „Brett-Favre-Ära“. In Woche vier besiegten die Vikings die Green Bay Packers mit 30:23, womit Favre der erste Spieler ist, der gegen jede NFL-Mannschaft mindestens einmal gewann. Rund 30 Millionen Zuseher verfolgten das Spiel vor ihren Fernsehgeräten. Die Bilanz von 12-4 berechtigte die Vikings zum zweiten Mal in Folge zur Teilnahme an den Play-offs, wo die Mannschaft gegen die Dallas Cowboys antrat. Mit einem 34:3-Sieg erreichte das Team zum ersten Mal seit neun Jahren wieder das NFC Championship Game. Dort traten sie gegen die New Orleans Saints an, gingen anfangs zweimal in Führung, gaben diese aber leichtfertig wieder her. Ein Pass von Favre kurz vor Spielende wurde abgefangen. Die Saints retteten sich in die Overtime und erzielten dort das entscheidende 40-Yards-Field Goal zum 31:28.
Die Vikings starteten mit drei Preseason-Siegen in die Saison 2010. In ihrem ersten Spiel der Regular Season trafen sie erneut auf die New Orleans Saints. In einer ausgeglichenen Partie siegten die Saints mit 14:9. Den einzigen Touchdown für die Vikings erzielte dabei Visanthe Shiancoe nach einem 20-Yards-Pass. Nach zehn absolvierten Spielen stand das Team bereits bei sieben Niederlagen. Am 22. November 2010, ein Tag nach einer 3:31-Niederlage gegen die Rivalen Green Bay Packers, wurde Brad Childress seines Amtes enthoben. Leslie Frazier, bis dahin Defensive Coordinator, sprang als Interim-Trainer ein. Die ersten beiden Spiele unter Frazier, auswärts gegen die Washington Redskins und daheim gegen die Buffalo Bills, konnten die Vikings für sich entscheiden. Am 11. Dezember stürzte die Dachkonstruktion des Metrodome unter den Schneelasten zusammen, nachdem innerhalb von 24 Stunden über 40 Zentimeter Schnee gefallen waren. Das bereits zuvor aufgrund von Witterungsbedingungen verschobene Spiel gegen die New York Giants wurde nach Detroit ins Ford Field verlegt sowie das letzte Heimspiel eine Woche darauf in das TCF Bank Stadium, das Stadion des ansässigen College-Teams. Beide Spiele verloren die Vikings, womit sie bereits vorzeitig keine Chance mehr auf eine Teilnahme an den Play-offs hatten. Anfang Januar verkündete Zygi Wilf, dass Leslie Frazier weiterhin Head-Coach bleibt.
Nach dem endgültigen Karriereende von Brett Favre standen die Vikings ohne Starting-Quarterback da. Der verpflichtete Rhett Bomar wurde, nachdem er sich durch Trunkenheit am Steuer strafbar gemacht hatte, gefeuert. Da weder Christian Ponder noch Joe Webb über ausreichend Spielpraxis verfügten, wurde vor der Saison der erfahrene Donovan McNabb verpflichtet. Die Verpflichtung stellte sich jedoch als Fehlgriff heraus, und bereits nach sechs Wochen saß McNabb auf der Bank und wurde schließlich Anfang Dezember wieder entlassen. Zu diesem Zeitpunkt waren die Play-offs für die Vikings schon unerreichbar. Weder Ponder noch Webb konnten das Team auf die Erfolgsspur zurückführen. Letztlich beendeten die Vikings die Division mit 13 Niederlagen bei nur drei Siegen auf dem letzten Platz.
In der Saison 2012 verpasste Adrian Peterson mit 2.097 gelaufenen Yards in der Regular Season den Rekord von Eric Dickersons aus dem Jahre 1984 um neun Yards. Dem Team gelang es, sich am letzten Spieltag mit einem Sieg über die Green Bay Packers einen Wildcard-Platz für die Play-offs zu sichern. Dort trafen die Vikings erneut auf die Packers und verloren mit 10:24. Ponder, der während der gesamten Saison der Starting-Quarterback war, fiel vor dem Spiel verletzungsbedingt aus.
Die Saison 2013 war die letzte Saison der Vikings im Metrodome. Man startete erneut mit Christian Ponder als Starting-Quarterback in die Spielzeit. Durch enttäuschende Leistungen und Verletzungen übernahm allerdings früh Matt Cassel, der als Backup verpflichtet wurde, die Position. Kurz darauf wurde zusätzlich der Quarterback Josh Freeman geholt, der aber auch nicht überzeugen konnte. Die fehlende Konstanz auf der Quaterbackposition sowie die Verletzung von Adrian Peterson schwächten die stark eingestuften Vikings spürbar. Das Team beendete die Saison mit 5 Siegen, 10 Niederlagen und einem Unentschieden gegen die Green Bay Packers auf dem letzten Platz der NFC North. Kurz nach dem letzten Spiel wurde Head-Coach Frazier entlassen.
Zu Beginn der Saison 2014 absolvierten die Vikings ihre Heimspiele an zwei Spieltagen im TCF Bank Stadium, um danach in ihr neues Stadion, das U.S. Bank Stadium, zu ziehen. Als neuer Head Coach wurde Mike Zimmer von den Cincinnati Bengals verpflichtet. Matt Cassel übernahm den Job des Starting-Quarterbacks, musste diesen aber schon nach drei Spielen aufgrund eines gebrochenen Fußes an Rookie Teddy Bridgewater abgeben. Infolge einer Anklage wegen Kindesmisshandlung wurde Runningback Adrian Peterson bereits nach dem ersten Spiel von den Vikings beurlaubt und danach von der NFL suspendiert. Trotz dieser Rückschläge und wegen guter Leistungen der Rookies wurde die Saison mit 7 Siegen und 9 Niederlagen auf Platz 3 der NFC North abgeschlossen, wobei man sich in einigen Spielen nur knapp geschlagen geben musste.
Am 3. Januar 2016 konnten sich die Vikings zum ersten Mal seit 2009 den Sieg in der NFC North sichern. Im Finale der Regular Season schlugen die Vikings ihren Divisionsrivalen Green Bay Packers mit 20:13. Die Vikings beendeten die Saison 2015 mit einem 11-5 Rekord und zogen dadurch in die Wild Card Round ein. Allerdings verloren sie die Partie gegen die Seattle Seahawks nach einem verpatzten 27-Yards-Fieldgoalversuch von Blair Walsh mit 10:9.
Die Saison 2016 begann für die Vikings denkbar schlecht, als sich Quarterback Teddy Bridgewater noch in der Preseason eine schwere Knieverletzung zuzog und für die gesamte Spielzeit ausfiel. Als Ersatzmann wurde Sam Bradford von den Philadelphia Eagles geholt, der das Team prompt zu fünf Siegen in Folge führte, und das trotz des Ausfalls von Star-Running Back Adrian Peterson ab der dritten Woche. Danach ging es jedoch stark bergab, und das Team holte von den restlichen elf Partien lediglich noch drei Siege. Mit einem 8-8 Rekord verpassten die Vikings schließlich den Einzug in die Play-offs. In der Offseason trennte sich das Team von Adrian Peterson, der seit seiner Rookie-Saison 2007 in Minnesota gespielt hatte. Als Free Agent nahmen ihn daraufhin die New Orleans Saints unter Vertrag.
Mit Sam Bradford als Starting-Quarterback und dem Pro-Bowl-Runningback Latavius Murray, verpflichtet von den Oakland Raiders, startete das Team in die Saison 2017. Da Bridgewaters Heilungsverlauf wenig Hoffnung auf Einsätze gab, wurde Case Keenum als Backup-Quarterback verpflichtet. Außerdem war Runningback Dalvin Cook in der zweiten Runde gedraftet worden, der im ersten Spiel gegen die New Orleans Saints prompt den Rookie-Debüt-Laufrekord brach. Während des Spiels verletzte sich Sam Bradford am Knie, womit er die gesamte restliche Saison ausfiel, ab Woche 4 fiel auch Dalvin Cook mit einem Kreuzbandriss aus. Mit Backup Case Keenum als Starting Quarterback, der eine starke Saison spielte, gewannen die Vikings die NFC North mit einer Bilanz von 13-3 und zogen als Zweiter der NFC in die Divisional Round der Play-offs ein. Im letzten Spielzug der Partie gegen die New Orleans Saints, der als Minneapolis Miracle bekannt wurde, erzielte Wide Receiver Stefon Diggs den entscheidenden Touchdown zum 29:24-Sieg der Vikings. Diese zogen dadurch in das NFC Conference Final ein, wo sie gegen den späteren Super-Bowl-Sieger Philadelphia Eagles mit 38:7 verloren. Die Vikings verpassten dadurch die Teilnahme am Super Bowl LII im eigenen U.S. Bank Stadium in Minneapolis.

### 2018–2023: Die Ära Kirk Cousins
Zur Saison 2018 verlängerten die Vikings den Vertrag mit Keenum, der zu den Denver Broncos wechselte, nicht und nahmen stattdessen Kirk Cousins von den Washington Redskins als neuen Starting Quarterback unter Vertrag. Nachdem die Vikings die Erwartungen nach der starken Saison 2017 nicht erfüllen konnten, entließen sie bei einer Bilanz von 6-6-1 aufgrund trotz zweier starker Runningbacks fehlenden Laufspiels ihren Offensive Coordinator John DeFilippo. Vor dem letzten Spieltag stand Minnesota dennoch bei einer Bilanz von 8-6-1 auf dem sechsten Platz der NFC und damit auf dem letzten Platz, der den Einzug in die Play-offs ermöglichte. Durch eine Niederlage gegen den Divisionsrivalen Chicago Bears und einem gleichzeitigen Sieg des amtierenden Super-Bowl-Champions Philadelphia Eagles bei den Washington Redskins verpassten sie am Ende knapp den Einzug in die Play-offs.
Die Vikings starteten mit zwei Siegen und zwei Niederlagen verhalten in die Saison 2019, woraufhin insbesondere Quarterback Kirk Cousins stark in die öffentliche Kritik geriet. Auch innerhalb des Team herrschte Unruhe. In der Folge verbesserte sich das Team infolge einer Umstellung des offensiven Play-Callings, das mehr auf Passspiel und insbesondere auf Play-Action-Pässe setzte. Mit einer Bilanz von 10–6 erreichten die Vikings letztlich die Play-offs, allerdings war in der Division kein Vorbeikommen an den Green Bay Packers, gegen die man beide Duelle verlor. Somit traf man als sechstbestes Team der NFC in der Wild Card Round der Play-offs auf die New Orleans Saints, den Ersten der NFC South. Dort konnten sich die Vikings mit einem knappen 26:20-Sieg nach Overtime durchsetzen, allerdings blieb man in der Divisional Round chancenlos und verlor mit 10:27 gegen die San Francisco 49ers. In der Offseason trennten sich die Vikings, auch wegen wenig freiem Cap Space, von mehreren langjährigen Spielern, insbesondere in der Defense. Die prominentesten Abgänge waren dabei Cornerback Xavier Rhodes, Nose Tackle Linval Joseph und Defensive End Everson Griffen, die alle in ihrer Zeit bei den Vikings mehrfach für den Pro Bowl nominiert wurden. Zudem gab man Stefon Diggs, einen der beiden besten Wide Receiver des Teams, gegen einen Erstrundenpick und mehrere spätere Picks an die Buffalo Bills ab, nachdem dieser sich wiederholt unzufrieden mit der Situation in Minnesota gezeigt hatte. Allerdings konnte man den Vertrag mit Quarterback Kirk Cousins um zwei Jahre bis 2022 verlängern.

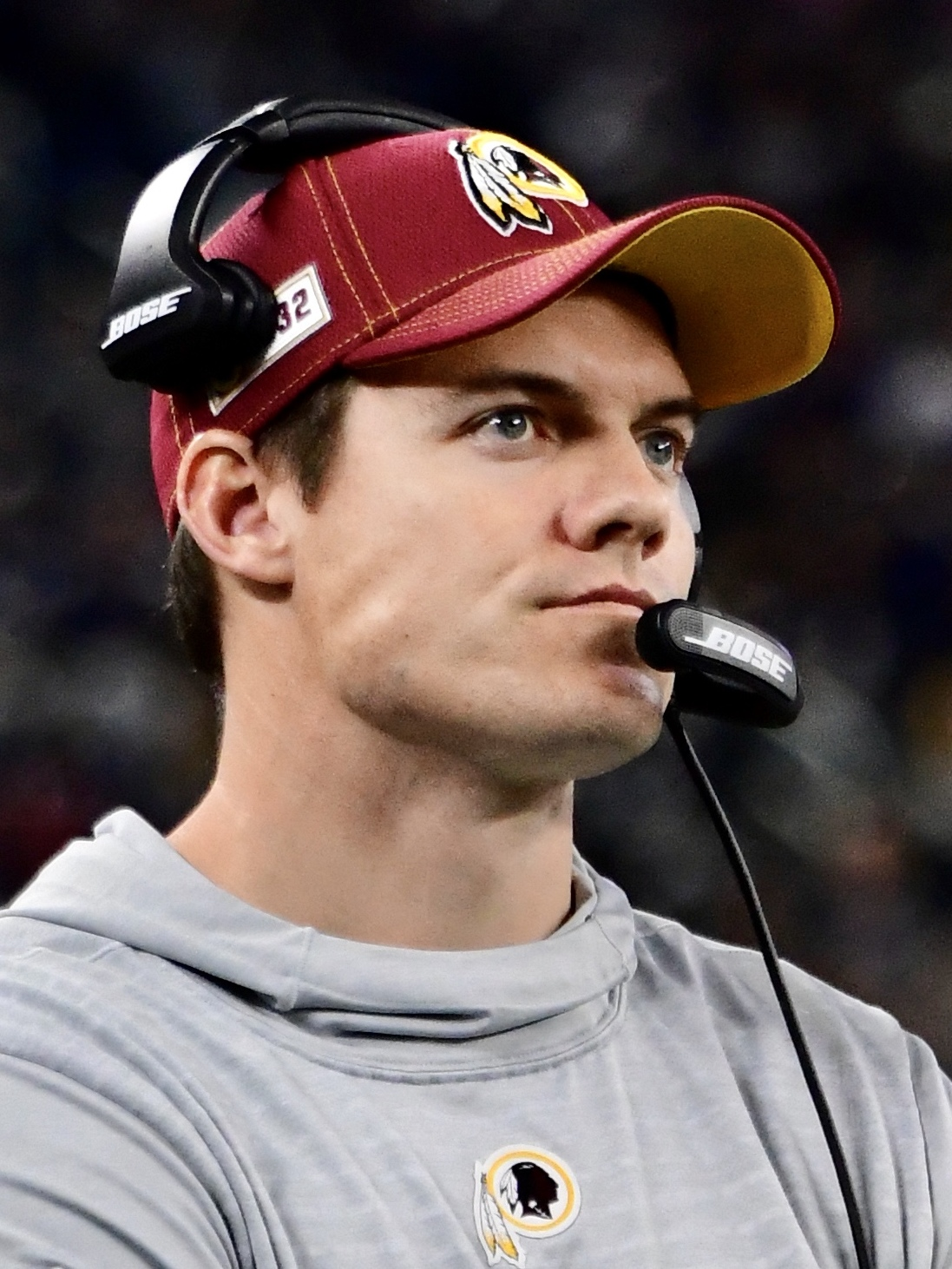
Kevin O'Connell, der Head Coach der Vikings seit 2022.

Aus den ersten sechs Spielen der Saison 2020 holte Minnesota nur einen Sieg, bevor das Team nach zwölf Partien bei einer ausgeglichenen Bilanz stand und somit noch Chancen auf die Play-offs hatte. Nach drei Niederlagen in Folge waren die Vikings jedoch aus dem Play-off-Rennen ausgeschieden. Ein bedeutungsloser Sieg im letzten Saisonspiel bedeutete eine Bilanz von 7–9. Insbesondere die auf zahlreichen Positionen veränderte Defense war der Schwachpunkt des Teams, neben den zahlreichen Abgängen verpasste der zweifache Pro-Bowler Danielle Hunter die gesamte Saison verletzungsbedingt und mit dem als Free Agent verpflichteten Michael Pierce, der die Saison wegen der COVID-19-Pandemie aussetzte, fehlte ein weiterer als Stammspieler eingeplanter Verteidiger. Die beiden Erstrundenpicks der Vikings aus dem Draft 2020 erwiesen sich als sehr unterschiedlich erfolgreich. Der als Ersatz für Diggs an 22. Stelle gewählte Wide Receiver Justin Jefferson stellte mit 1400 Yards Raumgewinn einen neuen Rookie-Rekord auf, wohingegen Cornerback Jeff Gladney, den die Vikings an 31. Stelle ausgewählt hatten, sich als Fehlgriff erwies. Im August 2021 trennte das Franchise sich von Gladney, nachdem er wegen häuslicher Gewalt angeklagt worden war.
Wie bereits in der Vorsaison war 2021 die Defense die Schwachstelle der Vikings. Mit acht Siegen und neun Niederlagen verpasste man zum zweiten Mal in Folge die Play-offs. Die Saison war geprägt durch zahlreiche knappe Spiele, 14 Partien endeten mit acht Punkten Differenz oder weniger. Nach Saisonende entließen die Vikings sowohl General Manager Rick Spielman nach 16 Jahren als auch Head Coach Mike Zimmer nach acht Jahren. Unter Zimmer wiesen die Vikings insgesamt eine Bilanz von 72–56–1 auf und gehörten damit zu den besseren Teams der Liga, blieben aber in den Play-offs, die sie in acht Jahren dreimal erreichten, mit zwei Siegen und drei Niederlagen weitgehend erfolglos. Als Nachfolger verpflichtete man Kwesi Adofo-Mensah als neuen GM sowie Kevin O’Connell, der 2021 als Offensive Coordinator mit den Los Angeles Rams den Super Bowl LVI gewonnen hatte, als neuen Head Coach. Nach der Saison verlängerte man mit Quarterback Cousins bis 2023.
Die Saison 2022 war für Minnesota von zahlreichen knappen Spielen geprägt, in denen man jeweils die Oberhand behielt und die Regular Season mit einer Bilanz von 13–4 als Sieger der NFC North beendete. Am 13. Spieltag gelang den Vikings nach zwischenzeitlichem 0:33-Rückstand gegen die Indianapolis Colts noch, das Spiel zu ihren Gunsten zu drehen, womit sie das größte Comeback in der Geschichte der NFL schafften. In den Play-offs unterlagen sie allerdings bereits in der ersten Runde den New York Giants. Die Spielzeit 2023 wurde zum Ende der Ära von Kirk Cousins in Minnesota, der sich nach acht Spielen, in denen er zu den besten Spielmachern der Liga gezählt hatte, die Achillessehne riss und den Rest der Saison verpasste, unter seinen Backups Joshua Dobbs, Jaren Hall und Nick Mullens beendete die Vikings die Saison mit einer Bilanz von 7–10. Nach Saisonende wechselte Cousins schließlich im März 2024 zu den Atlanta Falcons.

### Ab 2024: Jüngere Geschichte
Um Cousins für die Saison 2024 zu ersetzen, verpflichteten die Vikings Sam Darnold als Ersatz und wählten in der ersten Runde des Drafts Quarterback J. J. McCarthy. Vor Saisonbeginn wurde das Team von einer Tragödie erschüttert, als der in der vierten Runde des Draft ausgewählte Cornerback Khyree Jackson im Juli bei einem Autounfall ums Leben kam.

## Kader

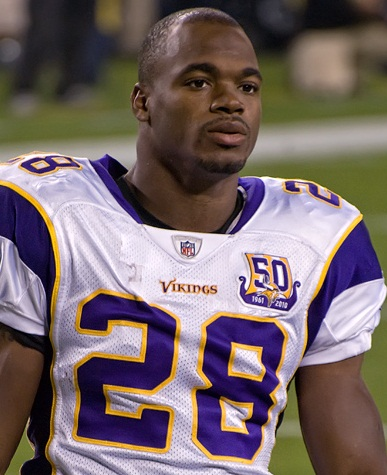
Adrian Peterson zählt zu den besten Runningbacks der Liga und hält zahlreiche Rekorde.

| Abkürzungen der Spieler-Positionen im American Football | Abkürzungen der Spieler-Positionen im American Football |
| ------------------------------------------------------- | --- |
| Offense                                                 | QB – Quarterback \| RB – Runningback \| FB – Fullback \| TE – Tight End \| E/WR – Wide Receiver \| T – Tackle \| G – Guard \| C – Center |
| Defense                                                 | DT – Defensive Tackle \| DE – Defensive End \| NT – Nose Tackle \| LB – Linebacker \| ILB – Inside Linebacker \| MLB – Middle Linebacker \| OLB – Outside Linebacker \| CB – Cornerback \| NB – Nickelback \| FS – Free Safety \| SS – Strong Safety |
| Special Teams                                           | K – Kicker \| P – Punter \| KS – Kicking Specialist \| KOS – Kickoff Specialist \| LS – Long Snapper \| RS – Return Specialist \| KOR/KR – Kick Returner \| PR – Punt Returner \| PP – Punt Protector                                                |

## Besondere Spieler

### Vikings in der Pro Football Hall of Fame
Folgende Spieler, Trainer oder Funktionäre der Minnesota Vikings wurden in die Pro Football Hall of Fame aufgenommen:
| Trikotnummer | Name             | Position   | Für Minnesota Aktiv  | Jahr der Aufnahme |
| ------------ | ---------------- | ---------- | -------------------- | ----------------- |
| 39           | Hugh McElhenny   | RB         | 1961–1962            | 1970              |
| 10           | Fran Tarkenton   | QB         | 1961–1966, 1972–1978 | 1986              |
| 58           | Jim Langer       | C          | 1980–1981            | 1987              |
| 88           | Alan Page        | DT         | 1967–1978            | 1988              |
| 3            | Jan Stenerud     | K          | 1984–1985            | 1991              |
| –            | Bud Grant        | Head Coach | 1967–83, 1985        | 1994              |
| –            | Jim Finks        | Funktionär | 1964–1973            | 1995              |
| 22           | Paul Krause      | S          | 1968–1979            | 1998              |
| 73           | Ron Yary         | T          | 1968–1981            | 2001              |
| 44           | Dave Casper      | TE         | 1983                 | 2002              |
| 81           | Carl Eller       | DE         | 1964–1978            | 2004              |
| 1            | Warren Moon      | QB         | 1994–1996            | 2006              |
| 65           | Gary Zimmerman   | T          | 1986–1992            | 2008              |
| 64           | Randall McDaniel | G          | 1988–1999            | 2009              |
| 93           | John Randle      | DT         | 1990–2000            | 2010              |
| 56           | Chris Doleman    | DE         | 1985–93, 1999        | 2012              |
| 80           | Cris Carter      | WR         | 1990–2001            | 2013              |
| 53           | Mick Tingelhoff  | C          | 1962–1978            | 2015              |
| 4            | Brett Favre      | QB         | 2009–2010            | 2016              |
| 7            | Morten Andersen  | K          | 2004                 | 2017              |
| 84           | Randy Moss       | WR         | 1998–2004, 2010      | 2018              |
| 76           | Steve Hutchinson | G          | 2006–2011            | 2021 1            |
| 69           | Jared Allen      | DE         | 2008–2013            | 2025              |

### Minnesota Vikings Ring of Honor
Der Vikings Ring of Honor würdigt herausragende Personen der Vikings, die sich besonders um den Erfolg der Mannschaft auf und abseits des Feldes verdient gemacht haben. Aktuell besteht der Ring of Honor aus 27 Personen (Stand: Februar 2023).
| Minnesota Vikings Ring of Honor | Minnesota Vikings Ring of Honor | Minnesota Vikings Ring of Honor | Minnesota Vikings Ring of Honor | Minnesota Vikings Ring of Honor |
| Trikotnummer                    | Name                            | Position                        | Für die Vikings aktiv           | Jahr der Aufnahme               |
| ------------------------------- | ------------------------------- | ------------------------------- | ------------------------------- | ------------------------------- |
| 10                              | Fran Tarkenton                  | Quarterback                     | 1961–66 1972–78                 | 9. September 1998               |
| 22                              | Paul Krause                     | Safety                          | 1968–79                         | 15. November 1998               |
| 28                              | Ahmad Rashad                    | Wide Receiver                   | 1976–82                         | 1. Oktober 2017                 |
| 30                              | Bill Brown                      | Runningback                     | 1962–74                         | 26. September 2004              |
| 44                              | Chuck Foreman                   | Runningback                     | 1973–79                         | 30. September 2007              |
| 47                              | Joey Browner                    | Safety                          | 1983–91                         | 27. Oktober 2013                |
| 53                              | Mick Tingelhoff                 | Center                          | 1962–78                         | 25. November 2001               |
| 55                              | Scott Studwell                  | Linebacker                      | 1977–90                         | 29. November 2009               |
| 56                              | Chris Doleman                   | Defensive End                   | 1985–93, 1999                   | 23. Oktober 2011                |
| 59                              | Matt Blair                      | Linebacker                      | 1974–85                         | 25. Oktober 2012                |
| 64                              | Randall McDaniel                | Guard                           | 1988–99                         | 17. Dezember 2006               |
| 69                              | Jared Allen                     | Defensive End                   | 2008–13                         | 30. Oktober 2022                |
| 70                              | Jim Marshall                    | Defensive End                   | 1961–79                         | 28. November 1999               |
| 73                              | Ron Yary                        | Tackle                          | 1968–81                         | 19. September 2001              |
| 77                              | Korey Stringer                  | Tackle                          | 1995–2000                       | 19. November 2001               |
| 80                              | Cris Carter                     | Wide Receiver                   | 1990–2001                       | 14. September 2003              |
| 81                              | Carl Eller                      | Defensive End                   | 1964–78                         | 10. November 2002               |
| 83                              | Steve Jordan                    | Tight End                       | 1982–94                         | 24. Oktober 2019                |
| 84                              | Randy Moss                      | Wide Receiver                   | 1998–2004, 2010                 | 11. September 2017              |
| 88                              | Alan Page                       | Defensive Tackle                | 1967–78                         | 20. September 1998              |
| 93                              | John Randle                     | Defensive Tackle                | 1990–2000                       | 30. November 2008               |
| 93                              | Kevin Williams                  | Defensive Tackle                | 2003–2013                       | 3. Oktober 2021                 |
| –                               | Jerry Burns                     | Head Coach                      | 1986–1991                       | 6. November 2005                |
| –                               | Jim Finks                       | General Manager                 | 1964–1973                       | 18. Oktober 1998                |
| –                               | Bud Grant                       | Head Coach                      | 1967–83, 1985                   | 8. November 1998                |
| –                               | Dennis Green                    | Head Coach                      | 1992–2001                       | 23. September 2018              |
| –                               | Fred Zamberletti                | Medical adviser                 | 1961–2011                       | 20. Dezember 1998               |

### Zurückgezogene Trikotnummern
Diese sechs Trikotnummern wurden bislang zu Ehren besonderer Spieler gesperrt:
| Retired Numbers der Minnesota Vikings |                  |          |           |           |
| Nr.                                   | Spieler          | Position | Zeitraum  | Seit wann |
| 10                                    | Fran Tarkenton   | QB       | 1961–1978 | Okt. 1979 |
| 53                                    | Mick Tingelhoff  | C        | 1962–1978 | Nov. 2001 |
| 70                                    | Jim Marshall     | DE       | 1961–1979 | Nov. 1999 |
| 77                                    | Korey Stringer 1 | T        | 1995–2000 | Nov. 2001 |
| 80                                    | Cris Carter      | WR       | 1990–2001 | Nov. 2003 |
| 88                                    | Alan Page        | DT       | 1967–1978 | Sep. 1988 |

## Trainer

### Head Coaches
| Minnesota Vikings |                   |           |     |     |    |   |      |    |    |    | |        |
| 1                 | Norm Van Brocklin | 1961–1966 | 84  | 29  | 51 | 4 | .363 | –  | –  | –  | | [ 51 ] |
| 2                 | Bud Grant*        | 1967–1983 | 243 | 151 | 87 | 5 | .635 | 22 | 10 | 12 | AP NFL Trainer des Jahres (1969) Pro Football Weekly NFL Trainer des Jahres (1969) Sporting News NFL Trainer des Jahres (1969) UPI NFL Trainer des Jahres (1969) NFL Championship (1969) | [ 52 ] |
| 3                 | Les Steckel*      | 1984      | 16  | 3   | 13 | 0 | .188 | –  | –  | –  | | [ 53 ] |
| –                 | Bud Grant*        | 1985      | 16  | 7   | 9  | 0 | .483 | –  | –  | –  | | [ 52 ] |
| 4                 | Jerry Burns*      | 1986–1991 | 95  | 52  | 43 | 0 | .547 | 6  | 3  | 3  | | [ 54 ] |
| 5                 | Dennis Green      | 1992–2001 | 159 | 97  | 62 | 0 | .610 | 12 | 4  | 8  | UPI NFC Trainer des Jahres (1992) | [ 55 ] |
| 6                 | Mike Tice* 1      | 2001–2005 | 65  | 32  | 33 | 0 | .492 | 2  | 1  | 1  | | [ 56 ] |
| 7                 | Brad Childress*   | 2006–2010 | 74  | 39  | 35 | 0 | .527 | 3  | 1  | 2  | | [ 57 ] |
| 8                 | Leslie Frazier* 2 | 2010–2013 | 54  | 21  | 32 | 1 | .396 | 1  | 0  | 1  | | [ 58 ] |
| 9                 | Mike Zimmer*      | 2014–2021 | 129 | 72  | 56 | 1 | .562 | 5  | 2  | 3  | | [ 59 ] |
| 10                | Kevin O’Connell*  | 2022–     | 51  | 34  | 17 | 0 | .667 | 2  | 0  | 2  | AP NFL Trainer des Jahres (2024) | [ 60 ] |

| #         | Reihenfolge der Trainer                             |
| Spiele    | Spiele als Trainer                                  |
| S         | Siege                                               |
| N         | Niederlagen                                         |
| UE        | Unentschieden                                       |
| Gewonnen% | Siegquote                                           |
| *         | Ausschließlich bei den Vikings als Head Coach aktiv |

## Fans und Außendarstellung

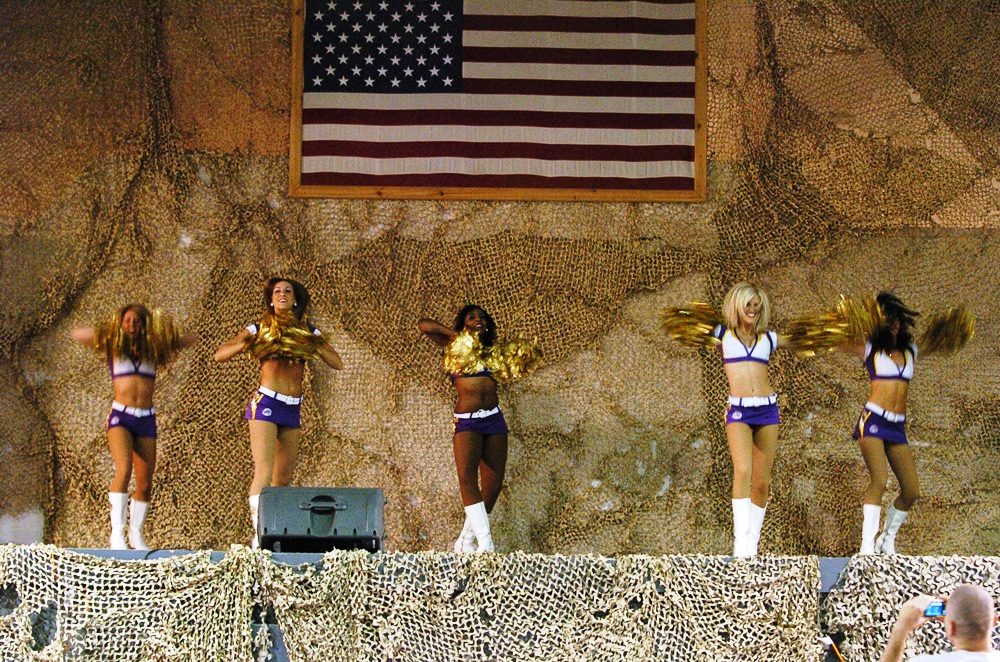
Vikings-Cheerleader während eines Auftritts in Afghanistan

### Spielbegleitung
In der Saison 2008 wurde die sogenannte Skol Line eingeführt, die sich während der Heimspiele sowie auch in externen Events um die Animation der Fans kümmert. Sie besteht aus 22 Personen, darunter aktive Musikanten, und ist mit einer Vielzahl an Instrumenten ausgerüstet.
Die teameigene Cheerleadingabteilung wurde 1984 unter dem Namen Minnesota Vikings Cheerleaders offiziell eingeführt (siehe National Football League Cheerleading). Tatsächlich erfreut sich die MVC, wie sie abgekürzt genannt wird, großer Beliebtheit. Jährlich erscheinen Sammelkarten und Kalender mit der aktuellen Besetzung. Im Rahmen von Wettbewerben wurden zudem bereits einige Preise gewonnen, zuletzt 2009 bei den United Performing Association’s Americup Cheer & Dance National Championships.

### Zuschauerzuspruch
In der Saison 2009 besuchten durchschnittlich 63.775 Zuschauer die Heimspiele der Vikings, was einer Auslastung von 99,5 Prozent entspricht. Insgesamt verkauften die im 5,1 Millionen Einwohner-Staat Minnesota ansässigen Vikings 510.203 Karten. Im Vergleich zum Vorjahr wurden somit rund 7.000 Karten mehr verkauft, die Auslastung stieg um 0,7 Prozent. Im Vergleich mit den anderen NFL-Teams lagen die Minnesota Vikings gemessen an der Anzahl der verkauften Karten auf Platz 23.
Die Spielzeit 2010 verbuchte wiederum einen Zuschauerrückgang, was allerdings dem allgemeinen Trend der Saison entspricht. Durchschnittlich kamen nur noch 58.751 Zuschauer zu den acht Heimpartien in den Metrodome. Mit rund 470.000 verkauften Karten insgesamt liegt man um 40.000 unter dem Vorjahreswert. Im Ligavergleich fielen die Vikings um fünf Plätze.
In der Spielzeit 2013, dem Jahr vor dem temporären Umzug in das TFC Bank Stadium, betrug der Zuschauerschnitt 64.019 Zuschauer, damit belegten sie den 22. Rang. Durch das deutlich kleinere Fassungsvermögen des Übergangsstadions fiel der Schnitt 2014 auf 52.238.

### Öffentlichkeitsarbeit
Die Minnesota Vikings unterhalten gemeinsam mit der University of Minnesota eine Pädiatrie zur Vorbeugung und Behandlung von Influenza-Viren. Für dieses sowie auch andere Projekte sammelte der Vikings Children’s Fund mittlerweile bereits über 7,5 Millionen Dollar.

### Rivalitäten
Größter Rivale der Minnesota Vikings sind die Green Bay Packers aus dem benachbarten Wisconsin, die ebenfalls in der NFC North spielen, wodurch die beiden Teams mindestens zwei Mal pro Saison aufeinandertreffen. Die Rivalität besteht, seit die Vikings 1961 in die NFL aufgenommen wurden, insbesondere aufgrund der geographischen Nähe. Die Bundesstaaten Minnesota und Wisconsin stehen sich auch in anderen Wettbewerben rivalisierend gegenüber. Das Duell mit den Packers zeichnet sich insbesondere durch viele knappe Partien und eine insgesamt nahezu ausgeglichene Bilanz aus (55 Siege, 63 Niederlagen und 3 Unentschieden, Stand November 2020).

## Stadion

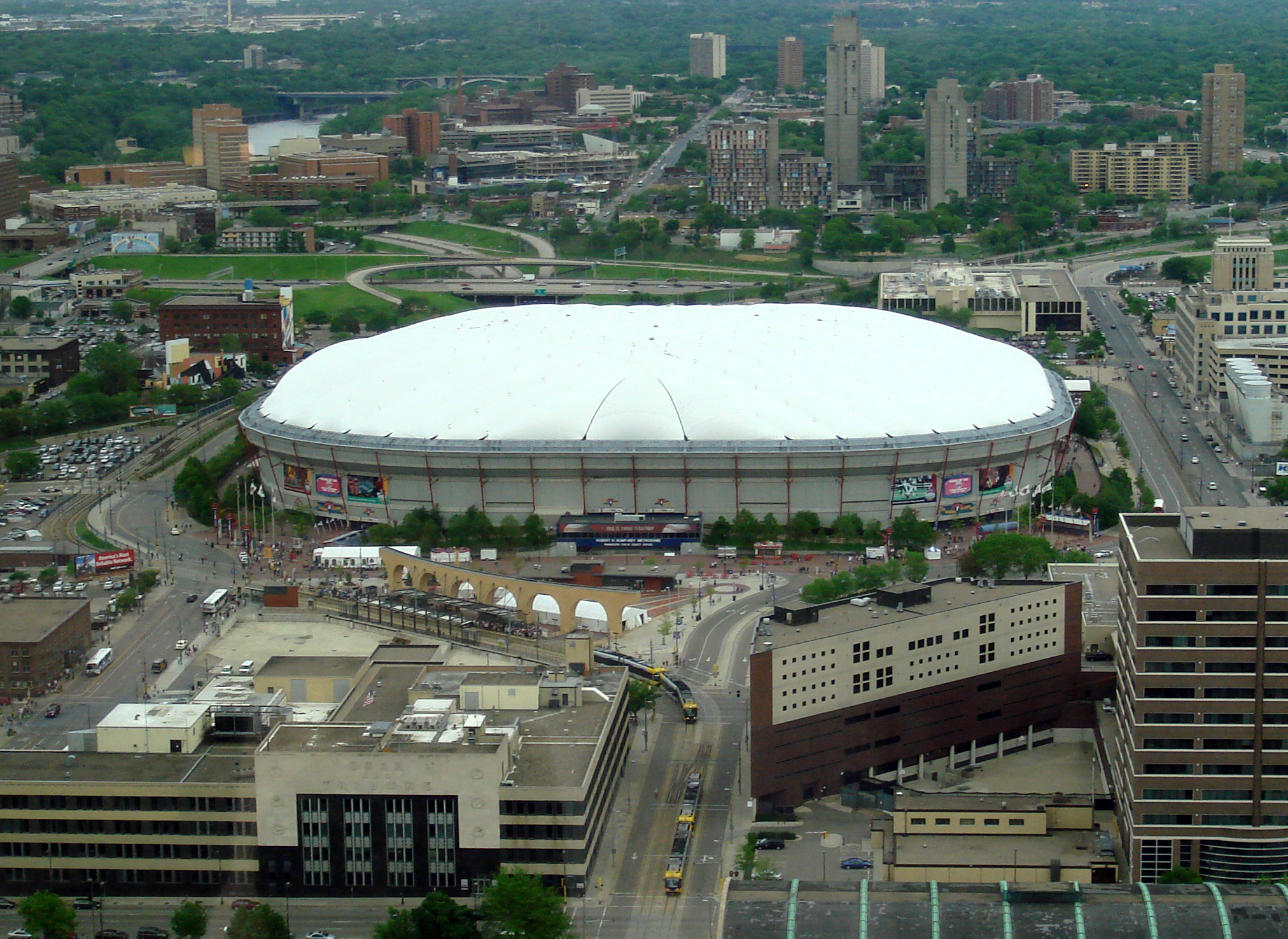
Der Hubert H. Humphrey Metrodome wurde im Frühjahr 2014 abgerissen

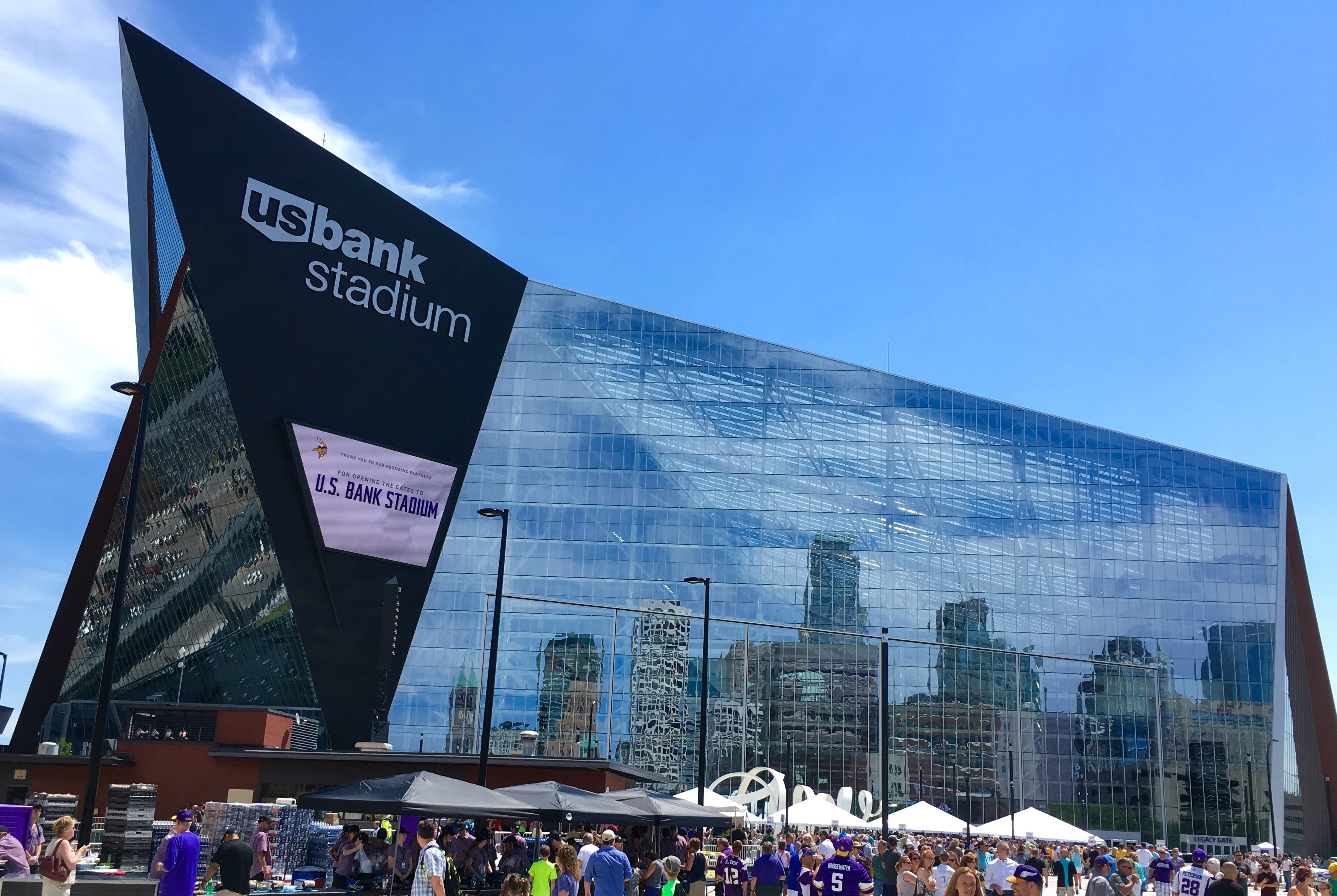
Seit 2016 spielen die Vikings im neugebauten US Bank Stadium

Das sechs Jahre vor der Gründung der Vikings erbaute Metropolitan Stadium diente die ersten 20 Jahre als Heimstadion. Es fasste bei seiner Eröffnung 18.000 Sitzplätze und wurde mit dem Einzug der Vikings auf 30.000 Sitzplätze ausgebaut. Das Stadion wurde bis zu seinem Abriss 1985 auf eine Zuschauerkapazität von 48.446 erhöht, ehe es für die Mall of America weichen musste. Sowohl die Minnesota Twins als auch die Vikings, die sich die ganzen 20 Jahre über das Stadion teilten, zogen bereits 1981 in den neu eröffneten Hubert H. Humphrey Metrodome um. Der Neubau kostete rund 68 Millionen US-Dollar und wurde von den Bürgern einstimmig bejaht. Er umfasste bei American-Football-Spielen über 64.000 Sitzplätze und war, im Gegensatz zum Metropolitan Stadium, vollständig überdacht.
Ab dem Jahr 2007 standen Planungen einer neuen, ausschließlich für die Minnesota Vikings zur Verfügung stehenden Arena im Raum. Das Projekt trug den Namen Vikings Stadium und sollte ursprünglich zur Saison 2011 fertig werden. Die Planungen sahen rund 73.000 Plätze vor.
2012 forcierten die Vikings ihre Pläne zum Stadionneubau. Nach einer Übereinkunft mit dem Gouverneur von Minnesota, Mark Dayton, und dem Bürgermeister von Minneapolis, R. T. Rybak, entstand an der Stelle des Metrodome ein neues Stadion. Die Kosten lagen bei rund einer Milliarde US-Dollar. Als Bedingung für die Vereinbarung haben die Vikings die Hälfte der Bau- und Betriebskosten übernommen sowie einen Mietvertrag über 30 Jahre unterschrieben. Die Bauarbeiten begannen, leicht verzögert, im November 2013 und dauerten bis Juli 2016. In den Spielzeiten 2014 und 2015 wurden die Spiele übergangsweise im TCF Bank Stadium ausgetragen. Nach dem Auszug der Vikings aus dem Metrodome wurde die alte Spielstätte von Januar bis April 2014 abgerissen.
Mitte Juni 2015 wurde bekannt, dass das US-amerikanische Finanzunternehmen U.S. Bancorp mit Sitz in Minneapolis die Namensrechte an der neuen Heimat der Vikings erworben hat, wodurch das Stadion nun den Namen U.S. Bank Stadium trägt. Der Vertrag hat eine jährliche Höhe von 7,8 Millionen US-Dollar bei einer Laufzeit von 25 Jahren. Insgesamt umfasst die Vereinbarung damit eine Summe von fast 200 Millionen US-Dollar.

## Wirtschaftliche Situation
|  |

Der Wert der Minnesota Vikings betrug im September 2019 rund 2,7 Milliarden US-Dollar, womit sie von 32 Teams in der NFL auf Platz 19 lagen. Seit 2012 legen die Vikings signifikant zu, innerhalb von zwei Jahren stieg der finanzielle Wert des Franchise um gut 350 Millionen Dollar. Grund für den starken Zugewinn ist vor allem die Lösung des Stadionproblems, welches den Teamwert in den Jahren zuvor negativ beeinflusst hatte. Fiel bis 2011 ein überdurchschnittlich großer Anteil auf das Franchise an sich, gleicht sich dieser Umstand durch das neue Stadion und die damit verbundene verbesserte Infrastruktur jetzt wieder an.
Bemerkenswert ist die Entwicklung vor und nach dem Eigentümerwechsel. Bis 2010, fünf Jahre nach der Übernahme von Zygi Wilf (in der Tabelle farbig hervorgehoben), hat sich der Wert lediglich um rund 150 Millionen Dollar erhöht, während er sich im gleichen Zeitraum vor der Übernahme mit über 300 Millionen Dollar beinahe verdoppelt hat. Gezeichnet durch das schlechte Wirtschaftsjahr und die unklare Zukunft fiel er 2010 auf den tiefsten Wert seit vier Jahren. Erst nach der Abzahlung diverser Schulden des früheren Eigentümers sowie dem bereits erwähnten Stadionbau konnte Wilf den Teamwert wieder erhöhen.
Die Minnesota Vikings erzielten in der Saison 2013 einen Ertrag von fünf Millionen US-Dollar. Insgesamt konnte das Team 250 Millionen US-Dollar einnehmen.
Im Juni 2010 nahmen die Vikings einen Kredit über 135 Millionen US-Dollar auf, um bestehende Schulden begleichen zu können. Das Team nahm bereits fünf Jahre zuvor, bei ihrer Übernahme, einen Kredit über 175 Millionen Dollar auf. Sämtliche Schulden hätten laut Quellenangaben bereits vor der Übernahme von Wilf bestanden.
Die aktuellen Hauptsponsoren der Vikings sind unter anderem Verizon und Pepsi sowie U.S. Bancorp.

## Logo und Uniformen

Alte Version des Vikings-Helms

Weder das Logo noch die Uniformen der Minnesota Vikings haben sich seit der Gründung 1961 großartig verändert. Das weiße Wikingerhorn sowie der blonde Normanne sind die primären Logos der Vikings.
Die Vikings tragen einen purpurnen Footballhelm mit einem aufgemalten Wikingerhorn an jeder Seite, welches bei seiner Mündung in den Helm in Gold verläuft. 2006 wurde das Horn neugeformt, um es realistischer wirken zu lassen. Die Uniform ist eine Kombination von weißen Hosen und purpurnen Hemden, versehen mit Gold. Zwischen 1962 und 1964 trug man die Farbkombination umgekehrt (purpurne Hosen, weiße Hemden) – mittlerweile wird diese als Ersatzuniform verwendet. Im Laufe der Jahrzehnte wurden abwechselnd immer wieder kleine Änderungen durchgeführt, wie zum Beispiel die Farbänderung der Facemask von Grau zu Weiß (1980) sowie später in Purpur (1985) und der Aufdruck des Normannen auf die Schulterpartie (1996). Bis 1984 trug das Team zu den Uniformen außerdem schwarze Schuhe. 2006 wurden diese wieder eingeführt. Im selben Jahr wurde die Uniform grundlegend neu geformt, wobei die Farbkombination dieselbe blieb. Das neue Design enthält allerdings weitaus mehr Gold, vorwiegend als Abgrenzungslinien.

### Maskottchen
Die Minnesota Vikings führten erstmals 1970 ein Maskottchen ein. „Hub Meeds“, ein verkleideter Wikinger, begleitete die Vikings beinahe 20 Jahre. Ab 1994 war „Ragnar“ das offizielle Maskottchen. Angelehnt an den legendären Wikingerkönig Ragnar Lodbrok fuhr er vor jedem Heimspiel auf seinem Motorrad in das Stadion. Weil sich die Vikings und der Ragnar-Darsteller nicht auf einen neuen Vertrag einigen konnten, endete 2015 die Ragnar-Ära in Minnesota nach 21 Jahren. Anfang der 1990er entstand „Vikadontis Rex“, ein purpurfarbener Dinosaurier, der speziell für Kinder entwickelt wurde. Er wurde zur Jahrtausendwende allerdings wieder abgesetzt.
Um erneut ein jüngeres Publikum anzusprechen, wurde 2007 das Maskottchen Viktor the Viking eingeführt. Viktor the Viking ist ein blonder, muskulöser Normanne mit einem übergroßen Hörnerhelm. Er trägt auf seinem Trikot die Nummer 1.

## Bilanzen und Rekorde
Minnesota Vikings/Zahlen und Rekorde stellt wichtige Rekorde bei den Vikings, die Saisonbilanzen und die Erstrunden Draft-Picks seit 1961 dar.